# Micrandra siphonioides
Micrandra siphonioides är en törelväxtart som beskrevs av George Bentham. Micrandra siphonioides ingår i släktet Micrandra och familjen törelväxter. Inga underarter finns listade i Catalogue of Life.